# Charles de Faultrier du Fay
Ne doit pas être confondu avec Charles François de Cisternay du Fay.
Charles de Faultrier du Fay, ou Dufay, seigneur de Malleval, mort en 1693, est un général français.

## Biographie

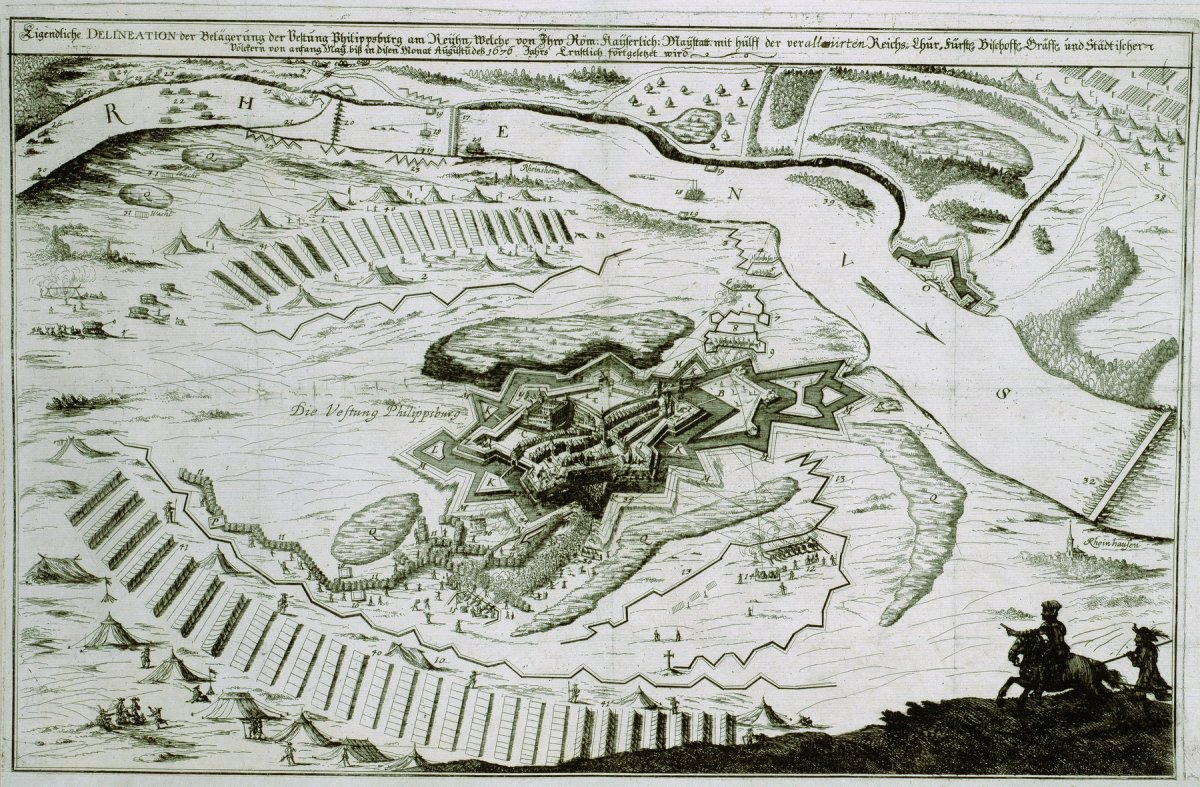
Siège de Philippsburg.

Il sert pendant 28 ans au régiment d’infanterie d’Harcourt. Il y devient lieutenant-colonel. Il se démet de cette charge lorsqu’il est nommé, le 13 août 1668, lieutenant de roi de Courtrai. En 1670, il est nommé à Tournai.
Le 1er novembre 1673, il devient gouverneur de Philippsburg, sur le Rhin. En cette même année, il est nommé visiteur des troupes d’infanterie de l’Artois, de la Flandre et du Hainaut. Durant l’été 1674, il est impliqué dans le premier ravage du Palatinat, ordonné par Turenne.
Le 1er janvier 1675, il obtient l’autorisation de lever le régiment Fay Dragons.
Le 1er mai 1676, il est assiégé dans Philippsburg par l'armée de Léopold Ier et des princes de l'empire, commandée par Charles de Lorraine. Du Fay défend la place durant quatre mois. Il capitule le 9 septembre, pour le cas où il ne serait pas secouru avant le 17. Il se rend le 17 septembre, et sort avec les honneurs de la guerre. Il est nommé maréchal de camp le 1er octobre. Il devient alors gouverneur de Brisach et lieutenant général de roi en Haute-Alsace.
En 1678, il se démet de son régiment, qui passe au marquis de La Lande.
Le 10 janvier 1682, il devient gouverneur de Fribourg. Il le reste jusqu’à sa mort, en juin 1693.